# Tipula atrosetosa
Tipula atrosetosa är en tvåvingeart som beskrevs av Alexander 1961. Tipula atrosetosa ingår i släktet Tipula och familjen storharkrankar. Inga underarter finns listade i Catalogue of Life.